# Atração de beira de estrada
Uma atração de beira de estrada é um local ao longo de uma estrada que visa atrair turistas. Em geral, esses são locais onde se pode parar no meio de uma viagem, ao invés de ser realmente um destino. São frequentemente anunciados em outdoors ao longo do caminho que leva até eles. A atração rodoviária moderna orientada para o turismo originou-se como um fenômeno nos Estados Unidos e no oeste do Canadá nas décadas de 1940 a 1960, subsequentemente chegando à Austrália.

## História
Quando as viagens rodoviárias de longa distância se tornaram práticas e populares na década de 1920, os empreendedores começaram a construir restaurantes, motéis, cafés, bares e negócios mais incomuns para atrair viajantes. Muitos dos edifícios eram atrações em si na forma de nova arquitetura, retratando objetos comuns de tamanho enorme, geralmente relacionados aos itens vendidos ali. Alguns outros tipos de atrações de beira de estrada incluem monumentos e diversões fictícias-paranormais / ilusórias, como o Mystery Spot perto de Santa Cruz, Califórnia, ou curiosidades como The Thing? ao longo da Interstate 10 no Arizona.
Com a construção das rodovias interestaduais nos Estados Unidos em meados da década de 1950, muitas atrações à beira das estradas foram contornadas e rapidamente fecharam as portas. Alguns permaneceram atraentes o suficiente para desviar os viajantes da interestadual para um breve descanso e, assim, permanecer no mercado. O melhor exemplo dessa mudança é ao longo da U.S. Route 66, onde, no sudoeste, a Interstate 40 oferece viagens sem escalas. Em 2017, a revista Best Life listou 33 atrações nas estradas dos Estados Unidos. Entre as listadas estavam Lucy the Elephant, Margate, NJ; Cabazon Dinosaurs, Cabazon, CA; Oregon Vortex, Gold Hill, OR; Jolly Green Giant, Blue Earth, MN; e Secret Caverns, Howes Cave, NY.